# Virus de Tonate
Alphavirus tonate
Espèce
Synonymes
- Tonate virus (ICTV, 2005)

Alphavirus tonate (TONV) ou virus de Tonate est une espèce d'arbovirus de la famille des Togaviridae, dans le genre Alphavirus transmissible à l'humain par piqûre de moustique (Culex, Aedes). Il appartient au sous-type IIIb du complexe des virus de l'encéphalite équine vénézuélienne et a été décrit pour la première fois en 1973 en Guyane.

## Symptômes
L'infection par le virus de Tonate entraine des symptômes typiques d'une infection à arbovirus : fièvre, frissons, maux de tête, douleurs musculaires et articulaires. Une étude pluriannuelle ne révèle aucun symptôme neurologique grave ni aucun décès chez 45 patients infectés par le TONV. Les deux premiers cas confirmées datent de 1973 et 1975.
| Symptôme             | Tonate | Dengue |
| -------------------- | ------ | ------ |
| toux                 | 33     | 10     |
| anémie               | 33     | 11     |
| nausée               | 4      | 32     |
| éruptions cutanées   | 2      | 27     |
| fatigue              | 18     | 41     |
| anorexie             | 7      | 30     |
| douleurs musculaires | 42     | 61     |
| maux de tête         | 53     | 71     |
| leucopénie           | 10     | 44     |
| lymphopénie          | 43     | 90     |

Le virus Tonate a une présentation clinicobiologique bénigne, peu spécifique et difficile à différencier de la dengue. Toutefois, en 1998, un nourrisson de la région de l'Oyapock est décédé d'une encéphalite induite par le TONV.
Deux études de séroprévalence en Guyane française ont montré respectivement que 14,3 et 11,9 % de la population avaient été exposés au virus.

## Découverte et hôtes
La première description de ce virus a été faite en janvier 1973 chez le Cassique huppé (Psarocolius decumanus), présente en Guyane française, à Tonate, un village situé une trentaine de kilomètres à l'ouest de Cayenne. Depuis, le virus a été détecté chez de nombreux autres organismes :
- Moustiques et phlébotomes : Anopheles, Coquillettidia, Culex, Mansonia, Uranotaenia, Wyeomyia, Lutzomyia…
- Ornithoptères : Oeciacus vicarius (parasite de l'Hirondelle à front blanc Petrochelidon pyrrhonota)…
- Mammifères : chauves-souris (Chiroptera), Possum commun (Didelphis marsupialis), Opossum gris à quatre yeux (Philander opossum)…

## Référence
- (de) Cet article est partiellement ou en totalité issu de l’article de Wikipédia en allemand intitulé « Tonate-Virus » (voir la liste des auteurs).

1. ↑  (en) « Virus Taxonomy: 2023 Release », ICTV, août 2024 (consulté le 22 août 2024).
2. ↑  « Tonate virus », sur inrs.fr via Wikiwix (consulté le 22 novembre 2023).
3. 1 2  R. Mutricy, L. Epelboin, E. Martinez-Lorenzi, E. Calciatti, S. Matheus, D. Blanchet, F. Djossou, D. Rousset, « TROP-12 - Spécificités clinico-biologiques comparées à la dengue d’une arbovirose guyanaise méconnue : le virus tonate », Médecine et Maladies infectieuses, Elsevier, vol. 46, no 4,‎ juin 2016, p. 107 (ISSN 0399-077X, 1166-8237 et 1769-6690).
4. 1 2 3  (en) Rémi Mutricy, Félix Djossou, Séverine Matheus, Enguerrane Lorenzi-Martinez, Franck De Laval, Magalie Demar, Mathieu Nacher, Dominique Rousset et Loïc Epelboin, « Discriminating Tonate Virus from Dengue Virus Infection: A Matched Case-Control Study in French Guiana, 2003-2016 », American Journal of Tropical Medicine and Hygiene, American Society of Tropical Medicine and Hygiene (d), vol. 102, no 1,‎ 1er janvier 2020, p. 195-201 (ISSN 0002-9637 et 1476-1645, PMID 31769401, PMCID 6947781, DOI 10.4269/AJTMH.19-0156).
5. ↑  (en) Hommel D, Heraud JM, Hulin A et Talarmin A, « Association of Tonate virus (subtype IIIB of the Venezuelan equine encephalitis complex) with encephalitis in a human », Clinical Infectious Diseases, OUP, vol. 30, no 1,‎ 1er janvier 2000, p. 188-190 (ISSN 1058-4838 et 1537-6591, OCLC 24308833, PMID 10619752, DOI 10.1086/313611).

## Référence biologiques
- (en) ICTV : Tonate virus  (consulté le 24 janvier 2021)
- (en) NCBI : Tonate virus (taxons inclus) (consulté le 8 juillet 2022)